# ISOBMFF
ISO base media file format (ISOBMFF) je formát datového kontejneru, který definuje obecnou strukturu souborů pro multimediální data obsahující časovou dimenzi, např. video a audio.
Je standardizovaný v ISO/IEC 14496-12, neboli MPEG-4 Part 12, a byl již dříve publikován jako ISO/IEC 15444-12, neboli JPEG 2000 Part 12.
ISOBMFF je navrženo jako flexibilní a rozšiřitelný formát, který usnadňuje výměnu, správu, editaci a prezentaci mediálních dat. Prezentace může být lokální, přes síť nebo může používat jiný mechanismus doručení proudu. Formát souboru je navržen tak, aby byl nezávislý na konkrétním síťovém protokolu, ale umožňoval obecnou podporu síťových protokolů.
Formát je velmi používaný pro ukládání mediálních souborů, a stal se základem různých jiných mediálních formátů (například kontejnerů MP4 a 3GP). Jeho velké rozšíření mu 4. listopadu 2021 vyneslo cenu Emmy za technologie a inženýrství od Národní akademie televizních umění a věd.

## Historie
ISOBMFF vychází z kontejnerového formátu QuickTime firmy Apple. Byl vyvinut skupinou Moving Picture Experts Group (komise ISO/IEC JTC 1/SC 29, původně pracovní skupinou 11 MPEG, aktuálně pracovní skupinou 3 MPEG Systems). První specifikace MP4 formátu byla vytvořena na základě specifikace formátu QuickTime publikované v roce 2001. Verze 1 formátu MP4 byla publikována v roce 2001 jako ISO/IEC 14496-1:2001, jako revize MPEG-4 Part 1: Systems. V roce 2003 byla první verze formátu souboru MP4 revidována a nahrazena MPEG-4 Part 14: MP4 file format (ISO/IEC 14496-14:2003), obvykle označovanou za verzi 2 formátu MPEG-4.
Formát souboru MP4 byl zobecněn na ISOBMFF (ISO/IEC 14496-12:2004 nebo ISO/IEC 15444-12:2004), který definuje obecnou strukturu pro mediální soubory obsahující časovou dimenzi. Používá se jako základ pro jiné formáty souborů této rodiny, např. MP4, 3GP, a Motion JPEG 2000.
Text standardu byl publikován jako ISO/IEC 15444-12 (JPEG 2000 Part 12); označení JPEG 2000 však bylo v lednu 2017 opuštěno, protože bylo redundantní s publikací MPEG-4.
| Vydání | Rok  | Poslední novela | Standard                                     |
| ------ | ---- | --------------- | -------------------------------------------- |
| 1.     | 2004 |                 | ISO/IEC 14496-12:2004, ISO/IEC 15444-12:2004 |
| 2.     | 2005 | 2008            | ISO/IEC 14496-12:2005, ISO/IEC 15444-12:2005 |
| 3.     | 2008 | 2009            | ISO/IEC 14496-12:2008, ISO/IEC 15444-12:2008 |
| 4.     | 2012 | 2015            | ISO/IEC 14496-12:2012, ISO/IEC 15444-12:2012 |
| 5.     | 2015 | 2018            | ISO/IEC 14496-12:2015, ISO/IEC 15444-12:2015 |
| 6.     | 2020 |                 | ISO/IEC 14496-12:2020                        |
| 7.     | 2022 |                 | ISO/IEC 14496-12:2022                        |

## Rozšíření

Vztahy mezi formáty souborů ISOBMFF, MP4, 3GPP a 3GPP2. Podle technické specifikace 3GPP2 publikované 18. května 2007.

ISOBMFF je navrženo jako rozšiřitelný formát. Seznam všech registrovaných rozšíření formátu ISOBMFF je publikován na oficiálním webu registrátora, www.mp4ra.org. Podle informativní přílohy D dokumentu MPEG-4 Part 12 je registrátorem kódových bodů v souborech rodiny MP4 společnost Apple Inc. Návrháři kodeků by měli registrovat své kódy, ale registrace není povinná a některé z používaných kódových bodů nejsou registrovány. Pokud někdo vytváří novou specifikaci odvozenou od ISOBMFF, všechny existující specifikace musí být použity, jak jako příklady tak jako zdroj definic a technologií. Pokud existující specifikace již definuje, jak je určitý typ internetového média uložen v souboru (například MPEG-4 audio nebo video v MP4), musí být používána tato definice a nová nesmí být vytvořena.
MPEG standardizuje několik specifikací rozšiřování ISOBMFF: MP4 formát souboru (ISO/IEC 14496-14) definoval některá rozšíření formátu ISOBMFF pro podporu MPEG-4 video/audio kodeků a různých vlastností MPEG-4 Systems např. deskriptorů předmětu a popisů scény. MPEG-4 Part 3 (MPEG-4 Audio) standard také definoval ukládání některých formátů komprimace zvuku. Ukládání MPEG-1/2 Audio (MP3, MP2, MP1) v ISOBMFF bylo definováno v ISO/IEC 14496-3:2001/Amd 3:2005. Formát Advanced Video Coding (AVC) (ISO/IEC 14496-15) definoval podporu pro komprimaci videa H.264. High Efficiency Image File Format (HEIF) je formát videokontejneru vycházejícího z ISOBMFF. Zatímco HEIF může být použit s libovolným formátem komprimace obrazu, konkrétně zahrnuje podporu pro HEVC intra-kódované obrázky a obrazové posloupnosti kódované pomocí HEVC s meziobrazovou predikcí.
Některá z výše uvedených standardních rozšíření MPEG se používají v jiných formátech založených na ISOBMFF (například 3GP). Specifikace formátu 3GPP (.3gp) také definovala rozšíření pro podporu H.263 videa, AMR (kodek), AMR-WB, AMR-WB+ audia a 3GPP Timed Textu v souborech vycházejících z ISOBMFF. 3GPP2 formát (.3g2) definoval rozšíření pro použití formátů EVRC, SMV a formátů 13K (QCELP) pro komprimaci hlasu. JPEG 2000 specifikace (ISO/IEC 15444-3) definovala použití komprimovaného Motion JPEG 2000 videa a nekomprimovaného audia (PCM) v ISOBMFF (.mj2). Formát DVB (.dvb) definovaný v projektu DVB umožňuje ukládání DVB služeb do ISOBMFF; umožňuje ukládání audia, videa a jiného obsahu libovolným ze tří hlavních způsobů: zapouzdřený v MPEG transportním proudu uložený jako hint stopa pro příjem; zapouzdřený v proudu RTP, uložený jako hint stopa pro příjem, případně uložený přímo jako mediální stopa. Formát MPEG-21 (.m21, .mp21) definuje ukládání digitálních položek MPEG-21 do ISOBMFF s některými nebo všemi doplňkovými daty (např. filmy, obrázky nebo jinými ne-XML daty) ve stejném souboru. Specifikace OMA DRM Contents Format (.dcf) od Open Mobile Alliance definovala formát pro šifrované mediální objekty chráněné pomocí Digital rights management (DRM) s příslušnými metadaty. Existují i další rozšíření, např. specifikace ISMA ISMACryp pro audio a video chráněné šifrováním, specifikace G.719 pro komprimaci zvuku, Dolby Digital (AC3) a Dolby Digital Plus (E-AC-3) pro komprimaci zvuku, specifikace Digital Theater System pro komprimaci zvuku, specifikace Dirac pro komprimaci videa, VC-1 pro komprimaci videa a další, které jsou uvedeny na webu MP4 registrátora.
Některá rozšíření formátu ISOBMFF nejsou zaregistrována: Společnost Adobe Systems v roce 2007 představila formát F4V pro Flash Video a uvedla, že je založen na ISOBMFF. F4V formát souboru nebyl zaregistrován MP4 registrátorem, ale jeho technická specifikace je veřejně dostupná. Tento formát může obsahovat videodata zkomprimovaná pomocí H.264 a audiodata zkomprimovaná pomocí MP3 nebo AAC. Formát F4V může navíc obsahovat data ve formátu Action Message Format a nepohyblivé rámce video dat používající obrazové formáty GIF, JPEG a PNG.
Firma Microsoft ohlásila v roce 2009 formát vycházející z ISOBMFF nazývaný ISMV (Smooth Streaming format), také známý jako Protected Interoperable File Format (PIFF). Bylo oznámeno, že tento formát může obsahovat například komprimované formáty VC-1, WMA, H.264 a AAC. Microsoft publikoval v roce 2010 specifikaci Protected Interoperable File Format (PIFF), která definovala další použití více systémů šifrování a DRM v jednom kontejneru. PIFF brand byl registrován MP4 registrátorem v roce 2010. Některá rozšíření používaná tímto formátem (například pro podporu WMA) však registrována nebyla. Použití komprese WMA v ISOBMFF nebylo veřejně dokumentováno.

## Technické detaily
ISOBMFF může obsahovat informace o časování, struktuře, a obsahu pro časované posloupnosti mediálních dat, např. audiovizuální prezentace. Struktura souboru je objektově orientovaná. Soubor lze velmi jednoduše rozložit na základní objekty, a struktura objektů je určena jejich typem.
ISOBMFF soubory jsou tvořeny posloupností objektů nazývaných „pole“ (anglicky boxes). Veškerá data musí být obsažena v polích, takže soubor žádná jiná data neobsahuje. To platí i o počátečních signaturách vyžadovaných specifickými formáty souborů. „Pole“ je objektově orientovaný stavební blok definovaný jedinečným identifikátorem typu a délkou. V některých specifikacích (například v první definici formátu MP4) se pole nazývalo „atom“.
Prezentace (posloupnost scén) může být rozložena do několika souborů. Veškeré informace o časování a vytváření rámců (udávající pozice a velikosti) musejí být v základním souboru ISOBMFF; doplňkové soubory mohou mít v zásadě libovolný formát.

### Pole typu souboru
Pro identifikaci, jaké specifikace se používají v konkrétním souboru ISOBMFF, slouží identifikátory nazývané anglicky brands uložené v poli typu souboru (anglicky file type box, ftyp), které musí být na začátku souboru. Jde o obdobu tak zvaného FourCC kódu používaného pro podobný účel v kontejnerovém formátu AVI. Brand může indikovat typ použitého kódování, jak jsou data určitého kódování uložena, omezení a rozšíření použitá v souboru, kompatibilitu souboru nebo jeho zamýšlené použití. Brands jsou tvořeny čtyřmi tisknutelnými znaky. Pole typu souboru obsahuje dva druhy brands. První je „major_brand“, který udává nejlepší použití souboru. Za ním následuje „minor_version“, informativní čtyřbytové celé číslo udávající verzi hlavního brandu. Druhým typem brand jsou „compatible_brands“, které identifikují další specifikace, kterým soubor vyhovuje. Všechny ISOBMFF soubory by měly obsahovat pole typu souboru, ale pro zachování kompatibility se staršími verzemi specifikace mohou soubory podléhající základnímu formátu souboru ISO/IEC bez tohoto pole. V tomto případě se musí načítat, jako kdyby obsahovaly ftyp kompatibilní s „mp41“ (MP4 v1 – ISO 14496-1, Kapitola 13). Některé používané brands (hodnoty ftyp) nejsou registrovány, a je třeba je hledat na různých webech.
Multimédia soubor strukturovaný podle ISO/IEC base media file format může být kompatibilní s více než jednou konkrétní specifikací, a proto není vždy možné mluvit o jednom určitém „typu“ nebo „brandu“ souboru. V tomto ohledu je užitek typu internetového média a přípony názvu souboru poněkud omezený. Kvůli tomu se při vytváření odvozených specifikací používá nová přípona jména souboru, nový MIME typ a nový Macintosh typ souboru.

### Streaming
ISOBMFF podporuje streamování mediálních dat po síti i lokální přehrávání. Soubor, který podporuje streamování, obsahuje informace o datových jednotkách v souboru (udávající, jak obsloužit elementární proudy dat v souboru streamovacími protokoly). Tyto informace jsou umístěny v přídavných stopách souboru nazývaných „hint“ stopy. V jednom souboru mohou být obsaženy samostatné „hint“ stopy pro různé protokoly. Média se budou přehrávat přes všechny takové protokoly bez toho, že by se vytvářely další kopie nebo verze mediálních dat. Existující media lze snadno učinit streamovatelnými pro jiné specifické protokoly přidáním vhodných hint stop. Samotná mediální data nemusí být žádným způsobem upravována. Proudy řízené hint stopami posílané servery nemusí obsahovat žádné stopy s informacemi specifickými pro určitý soubor. Při lokálním (nestreamovaném) přehrávání prezentace mohou být hint stopy ignorovány. Hint stopy mohou být vytvořeny stejným nástrojem, kterým byl vytvořen videostream, nebo mohou být přidány k existujícímu souboru (prezentaci) zvláštním nástrojem. Ve streamech určených pro progresivní stahování musí pole moov obsahující index rámců předcházet pole mdat s videodaty.